# Hacienda Tumán

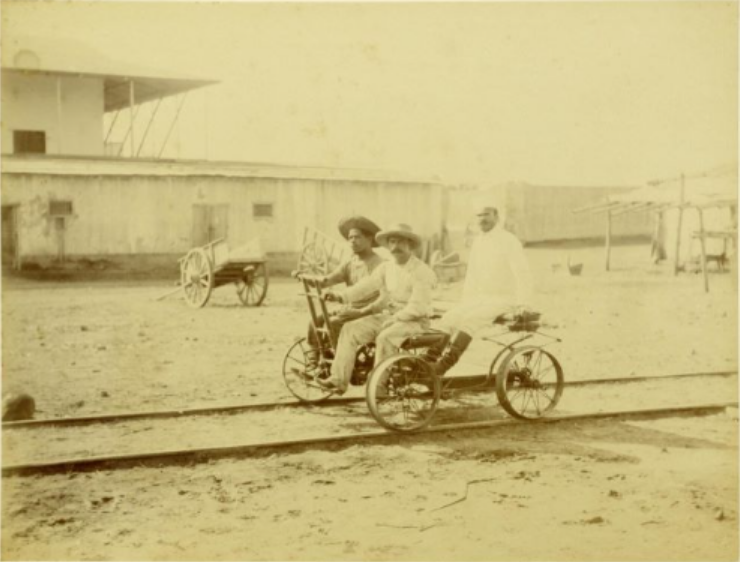
Draisine der Hacienda de Tumán, um 1885–1897

Die Hacienda Tumán (deutsch: „Hazienda Tumán“, heute Empresa Agroindustrial Tuman der  Grupo Oviedo) ist eine Zuckerrohrplantage mit eigener Zuckerfabrik in Tumán in der Provinz Chiclayo in der Region Lambayeque in Nordwest-Peru.

## Geschichte
Die Hacienda de San Francisco de Borja de Tumán war seit 1659 im Besitz der Jesuiten, die sie von Doña Juana de Carvajal mit vier Sklaven geschenkt bekommen hatten. Unter ihrer Verwaltung wurde die Produktion von Rohrzucker und dessen Derivaten intensiviert, wofür weitere Sklaven erforderlich waren. Die  Hacienda hatte 1724 schon 29 Sklaven und 1760 bereits 160. Im Jahr 1767, dem Jahr der Vertreibung der Jesuiten, wurden sogar 178 Sklaven gezählt (109 Männer und 69 Frauen).
Nach zum Teil schwierigen Zeiten wurde 1907 unter der Leitung der Familie Pardo-Barreda die Negociación Azucarera Tumán  gegründet, die durch eine Modernisierung der Anbau- und Verarbeitungsmethoden die Produktion bis nach dem Ersten Weltkrieg steigern konnte.
Um 1940 gab es in Tumán bereits vier Zuckerfabriken, und mit technischer Unterstützung der englischen Firma The Milres Watson Company wurde ein neues Gebäude für die Zuckermühle errichtet. 1968 wurden in Tumán mit 3650 Arbeitern auf über insgesamt 5200 Hektar Zuckerrohr angebaut und das Zuckerrohr von 2750 Hektar in benachbarten Ländereien verarbeitet.
Die Hacienda Tumán wurde am 26. Juni 1969 verstaatlicht. Am 24. Juni 1971 wurde die Hacienda de Luya mit 2.207 Hektar und am 1. Januar 1974 dann die Ländereien von Vista Florida mit 974,26 Hektar von Tumán übernommen, so dass die Genossenschaft über 11.723 Hektar verfügte. 1979 wurde die Genossenschaft im Rahmen eines Schuldenerlasses rechtmäßiger Eigentümer der Grundstücke und anderer Vermögenswerte.
Von 2012 bis 2015 kam es zu gewaltsamen Auseinandersetzungen zwischen Arbeitern der von der Grupo Oviedo geführten Zuckerfabrik und den ihren Direktoren nahestehenden Wachiturros of Tumán. Am 11. Oktober 2012 wurde der Gewerkschafter Rimarachín Cascos getötet, als er sein Haus im Bezirk Tumán verließ. Der Zuckerarbeiter wurde von bewaffneten Männern dreimal angeschossen, um ihn davon abzuhalten, Streiks in dem von Edwin Oviedo geführten Unternehmen zu initiieren. Am 14. Mai 2015 wurde Farro Witte von Unbekannten dreimal in den Rücken geschossen, die ihn beim Anzetteln von Streikaktivitäten der Arbeiter im Bezirk Tumán angriffen. Am 6. Dezember 2018 wurde Edwin Oviedo unter dem Vorwurf der Korruption im Zusammenhang mit einem dieser Fälle verhaftet.

## Feldbahn

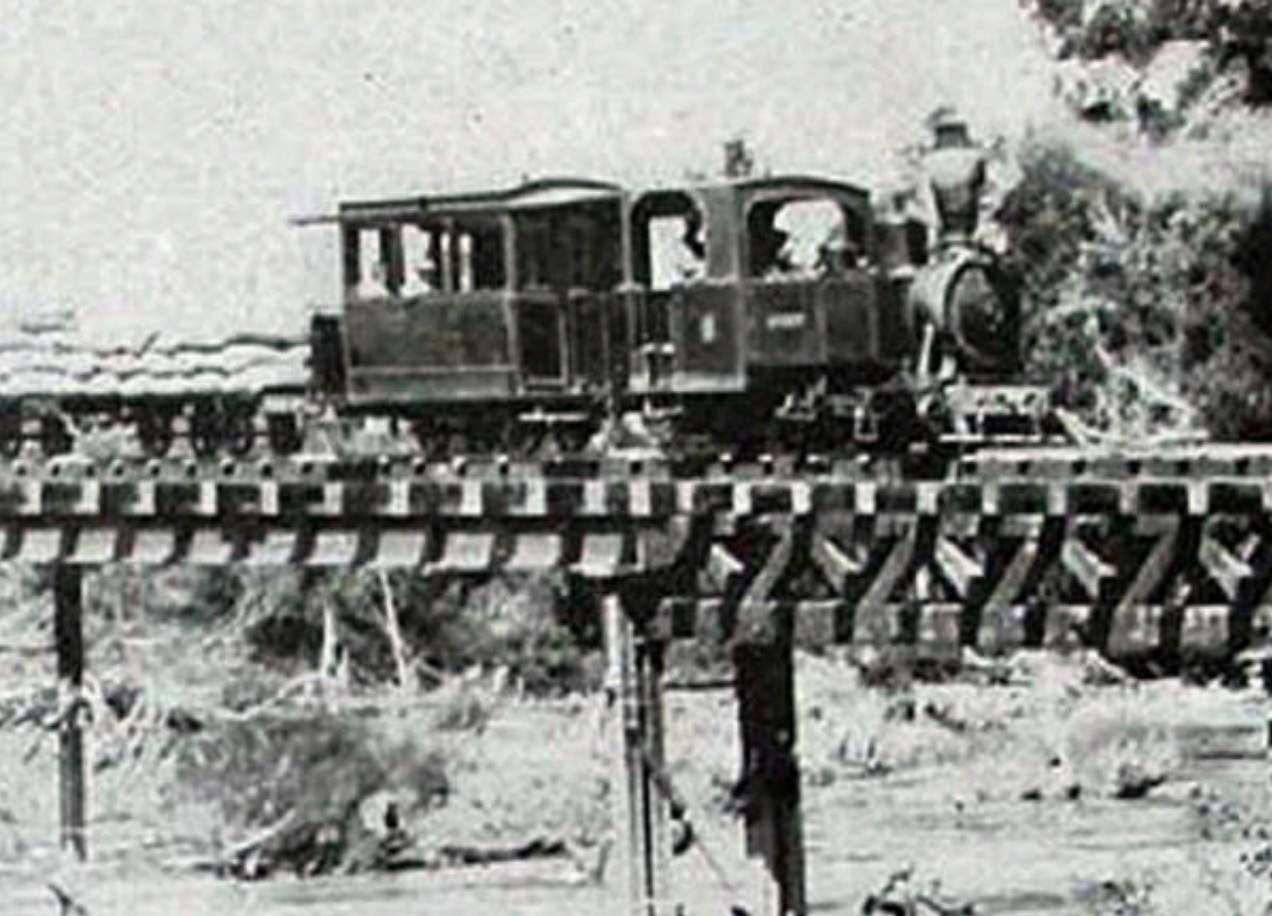
Decauville N° 218/1896. Bestellt von Enrique Ayulo y Pardo & Co (Vertreter von Decauville in Lima) für Hacienda Tumán. Datum der Kesselprüfung: 15. September 1897

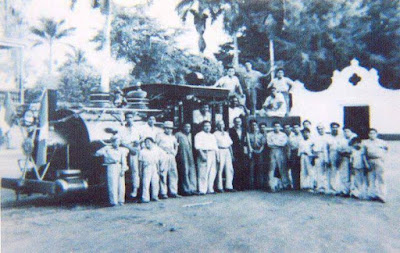
Eine Baldwin-Dampflokomotive vor dem alten Jesuitenbogen von Tumán im Hintergrund

Die Hazienda betrieb um 1898 zum Transport von Zuckerrohr eine eigene 15 km lange Feldbahn mit einer Spurweite von 600 mm.
Es gab auf ihr 233 Zuckerrohrwagen und unter anderem folgende Lokomotiven:
| Nr. | Name            | Bauart  | Hersteller | Werksnummer | Baujahr |
| --- | --------------- | ------- | ---------- | ----------- | ------- |
| 1   | ‘TORRES PAZ’    | B'1 2nt | Decauville | 218         | 1897    |
| 3   | ‘ELIAS AGUIRRE’ | C 2nt   | Baldwin    | 19879       | 1901    |
| 4   |                 | C 2nt   | Baldwin    | 36433       | 1911    |
| 5   |                 | C 2nt   | Baldwin    | 41076       | 1914    |
| 6   |                 | C 2nt   | Baldwin    | 42564       | 1915    |
| 7   |                 | C 2nt   | Baldwin    | 42726       | 1916    |
| 8   |                 | C 2nt   | Baldwin    | 42727       | 1916    |

Tumán hatte außerdem von 1874 bis in die 1970er Jahre mit einer normalspurigen Zweigstrecke der Bahnstrecke Eten–Ferreñafe, die nach Pátapo führte, Eisenbahnanschluss an die Küste.